# تفهنا العزب
تفهنا العزب إحدى قرى مركز زفتى التابع لمحافظة الغربية بجمهورية مصر العربية، ومن أعلامها محمد محمد زرد الحاصل على نجمة سيناء.

## التاريخ
وردت القرية في معجم البلدان لياقوت باسم تفهنا في جزيرة قوسينا وفي قوانين الدواوين لابن مماتي وتحفة الإرشاد وفي التحفة السنية باسم تفهنة الكبرى تمييزا لها عن تفهنة الصغرى (تفهنا الأشراف). ذكرها علي مبارك في كتابه الخطط التوفيقية باسم "تفهنة"، حيث ذكر أنها من قرى مديرية الغربية بقسم زفتة، بها جامعان قديمان أحدهما يقال أنه من زمن الصحابة، والآخر به ضريح لشيخ يدعى داود العزب الذي ينتسب إلى محمد بن الحنفية، سجل هذا الضريح في عداد الآثار الإسلامية في عام 2015.
ذكرت القرية في تاريخ 1228هـ/1813م الذي عدّ قرى مصر بعد المسح الذي قام به محمد علي باشا باسمها الحالي نسبت إلى داود العزب صاحب المقام.

## السكان
بلغ عدد سكان تفهنا العزب 18,357 نسمة حسب تقدير عام 2018.
| السنة  | 1882 | 1897 | 1907 | 1927 | 1947 | 1960 | 1976 | 1986   | 1996   | 2006   | 2018   |
| ------ | ---- | ---- | ---- | ---- | ---- | ---- | ---- | ------ | ------ | ------ | ------ |
| القرية | 3462 | 5059 | 6018 | 7106 | 6977 | 8011 | 9356 | 11,742 | 12,976 | 15,174 | 18,357 |